# John Hart (acteur)
John Lewis Hart (Los Angeles, 13 december 1917 - Playas de Rosarito, 20 september 2009) was een Amerikaanse acteur. Hoewel hij vooral bijrollen speelde in films, was hij waarschijnlijk het meest bekend om zijn rollen in de cultfilm Blackenstein, de televisieserie Hawkeye and the Last of the Mohicans en het derde seizoen van de televisieserie The Lone Ranger.

## Biografie
Hart werd geboren in Los Angeles op 13 december 1917 als zoon van Frank Roland Hart en Enid Yandell Lewis. Hij groeide op in San Marino (Californië), waar zijn moeder recensent was voor de krant Pasadena Star-News. Hart ging naar de South Pasadena High School en was te zien in een aantal stukken van het Pasadena Playhouse.
Zijn filmcarrière begon in 1937 met een kleine rol in Daughter of Shanghai. Hij speelde verder in verschillende B-films, zoals Prison Farm en King of Alcatraz, voordat hij verscheen in twee films van Cecil B. DeMille: The Buccaneer (1938) en North West Mounted Police (1940). In 1941 werd Harts acteercarrière onderbroken toen hij werd opgeroepen voor het Amerikaanse leger. Na zijn militaire dienst werkte Hart regelmatig voor Sam Katzman en kreeg hij de hoofdrol in de filmserie Jack Armstrong (1947). Hij acteerde en deed stuntwerk in talloze westerns.
Hart kreeg uiteindelijk de kans om Clayton Moore te vervangen in het derde seizoen  van de televisieserie The Lone Ranger, in de veronderstelling dat het gemaskerde personage de echter ster van de serie was en niet de acteur achter het masker. Het publiek accepteerde Hart echter nooit echt als de Lone Ranger (zijn spreekstem verschilde aanzienlijk van die van Moore) en in 1954 gaven de producenten Moore de rol weer terug.
Hart bleef meer dan twee decennia lang in films acteren, bijna altijd in bijrollen. Hij had ook eenmalige gastrollen in tal van televisieseries, waaronder I Love Lucy, Perry Mason, Leave It to Beaver, Rawhide en Dallas. In 1982 hernam hij zelfs zijn rol van de Lone Ranger in een aflevering van Happy Days, waarin Fonzie zijn jeugdheld ontmoet.
Eind jaren zestig ging Hart ook achter de camera aan de slag als producent van educatieve films en reisfilms. Later was hij verantwoordelijk voor de postproductie van de televisieserie Quincy, M.E.
In de jaren 40 was hij getrouwd met Vivian White. Na zijn scheiding in 1947 hertrouwde hij in 1957 met actrice Beryl Braithwaite, die hij had leren kennen op de set van Hawkeye and the Last of the Mohicans. Het paar bleef getrouwd tot zijn dood in 2009.
Hart overleed op 20 september 2009 aan complicaties ten gevolge van dementie in zijn huis in Playas de Rosarito (Mexico) op 91-jarige leeftijd. Zijn assen werden uitgestrooid op zee.

## Filmografie (selectie)
Exclusief eenmalige gastrollen in televisieseries.